# Robert Pussecker
Robert Pussecker (* 10. April 1955 in Scheibbs) ist ein österreichischer Klarinettist, Saxophonist, Dirigent und Komponist, der auch als Musiklehrer in Amstetten tätig war.

## Leben und Wirken
Pussecker erhielt seit seinem sechsten Lebensjahr Musikunterricht. Schon in jungen Jahren begann er zu komponieren. Nach dem Abgang von der Hauptschule erlernte er den Beruf des Einzelhandelskaufmanns. Daneben spielte er in einer volkstümlichen Gruppierung Musik. Während seines Wehrdienstes beim österreichischen Bundesheer spielte er in der Gardemusik; anschließend begann er am Konservatorium der Stadt Wien ein Saxophon-Studium. Nach Abschluss dieses Studiums komponierte er für die AMV-Big Band und wurde Kapellmeister der Blasmusik in Amstetten. 1979 übernahm er das große Orchester der Stadtkapelle Amstetten. Zugleich war er in Amstetten als Lehrer und dann ab 1997 zwanzig Jahre als Direktor an der Regionalmusikschule in Amstetten tätig.
Mit seinen Amstettner Musikanten, die er bis 2018 leitete, war er an Wolfgang Puschnigs Projekt und Album Alpine Aspects (1991) beteiligt, der „Initialzündung für den Rückgriff des Jazz auf die Alpenfolklore“. Seitdem war er mit dieser Formation in zahlreichen Ländern Europa unterwegs. Auf Puschnigs Produktion Roots & Fruits spielte er mit seiner Kapelle auch gemeinsam mit einem koreanischen Samulnori-Ensemble. Auf dem Folgealbum Alpine Aspects · Homage to O.C. (2008) finden sich weitere Kompositionen und Arrangements von ihm. Mit den von ihm geleiteten Mostviertler Birnbeitler entstand das Album Birnbeitln (1997). Als Solist ist er 2011 mit Michel Godard und dem Alpentöne Blasorchester auf dem Alpentöne-Festival in Altdorf UR aufgetreten und auf CD dokumentiert (Alpentöne: Ein Querschnitt durch das Festival '11).
Pussecker komponierte neben Blasmusik auch Kirchenmusik, Chormusik und moderne Messen. Er erhielt 1995 den Kulturpreis der Stadt Amstetten und 2000 den Mostbluzer-Orden.